# Крсто Поповић
Крсто Зрнов Поповић (Липа, 14. септембар 1881 — Грахово, 13. март 1947) био је официр црногорске војске и један од вођа Божићне побуне 1919. године. За вријеме Другог свјетcког рата био је сарадник италијанског окупатора и заповједник квислиншке Ловћенске бригаде. Зрнов се залагао за већа права и уважавање државе Црне Горе.

## Биографија
Рођен је 14. септембра 1881. године у селу Липа у Цуцама, од оца Тодора (официра црногорске војске) и мајке Ћетне (рођене Кривокапић). Послије завршене основне школе, из родног мјеста одлази на Цетиње у Официрску школу. Године 1905. се жени Маријом, кћерком Јована Радојевића, са којом је имао пет кћери и два сина.

### Војник црногорске војске
Као војник имао је сјајну каријеру:
- произведен у чин потпоручника - 10. јула 1906,
- унапријеђен у чин поручника - 1. јула 1909,
- шеф полиције на Цетињу - постављен 1910,
- наставник у Подофицирској школи на Цетињу,
- одликован Даниловим крстом петог реда,
- учесник Првог балканског рата у борбама око Скадра (1912—1913),
- учесник Другог балканског рата у борбама на Брегалници - 1913,
- унапријеђен у чин капетана - 14. септембра 1913,
- постављен за помоћника начелника штаба Пете дивизије у Пљевљима - маја 1914,
- командант подофицирске школе регрутске класе,
- учесник Првог свјетског рата као командант Бољанићког одреда, гдје се истиче храброшћу у биткама од Босне до Црне Горе; као командант Извиђачког одреда Санџачке војске, уз Јанка Вукотића, учесник је и Мојковачке битке.

Године 1916. је интерниран у Логор Болдогасоњ, у Мађарској.

### Борба за независност Црне Горе
Капетан Крсто Зрнов Поповић био је један од вођа Божићне побуне 1919. године, коју су против династије Карађорђевић подигли зеленаши, присталице свргнутог краља Николе и династије Петровић Његош. Из интернације се враћа 1918. године и активно ради на поништењу одлука Велике народне скупштине, залажући се против уједињења, с тим да о облику владавине одлучи скупштина свих Југословена, желећи да питање народа Србије и Црне Горе препусти на одлучивање хрватском и словеначком који никада нису благонаклоно гледали на њихов суживот. Упућује прогласе страним трупама и Извршном народном одбору, али без успјеха. Упоредо са преговорима, као један од вођа, припремао је и терористичке акте против новостворене државе. Извјештава генерала Ванела, команданта Савезничких окупационих трупа, да су у ратном сукобу.
Устаници нападају Цетиње ноћу, 5. на 6. јануар 1919. године. Долази до ватреног обрачуна и устаници не успијевају да уђу у град. Уз посредовање генерала Ванела стање се нормализује. Дио побуњеника се вратио кући, а дио побјегао у мјеста која су контролисали Италијани, што сугерира одакле је добијао подршку за свој рад. Крсто се склања у Котор, а одатле у Италију. Из Италије је неколико пута упадао у Црну Гору, а један од упада је био између Бара и Улциња, када је предводио 69 официра из Гаете. Једно вријеме је био начелник штаба Црногорске војске у Италији. Десетог децембра 1919, у гласилу црногорске владе у изгнанству, „Гласу Црногорца“, Крсто Поповић је истакао важност Црне Горе у Српству написавши да је: „Црна Гора она земља ђе се чувала и сачувала искра слободе Србинове“. Међутим, након само неколико мјесеци од доласка, Крсто Поповић се вратио у Италију гдје је у војсци избјегличке владе Црне Горе добио чин командира, а касније и бригадира. Италијанске власти су га хапсиле због супротстављања растурању црногорске војске послије потписивања Рапалског уговора. Одбио је да се врати у Краљевину СХС.

### Избјеглиштво
Почетком 1922. године одлази за Аргентину, са Васком Маројевићем, Живком Никчевићем, Милом Матановићем и другима. У Аргентини их је дочекао црногорски почасни конзул Жерве Казо. Крсто у Аргентини остаје до краја 1929. године. Марко Вучераковић му као саборцу обезбјеђује гаранцију за боравак у Белгији. По доласку у Белгију, придружује му се супруга Марија и дјеца Савица, Босиљка, Никола и Радован.
Године 1929. упутио је из Белгије молбу краљу Александру Карађорђевићу да га ослободи одговорности за братоубилачке сукобе у Црној Гори од децембра 1918. до смрти краља Николе, и у писму му исказао вјерност. У Белгији му је 18. октобра 1929. влада провинције Лијеж, односно полиција за странце, издала пасош, под бројем 9121, са визом под бројем 94. У личним подацима унијетим у пасош, Крсто Зрнов Поповић национално се изјаснио као Србин.
Тамо су живјели до 1934. године, припремајући се за повратак у завичај. Смрт краља Николе га је разријешила обавезе поштовања дате заклетве, па зато и пише молбу краљу Александру Карађорђевићу. Процедура повратка је била писање молбе за повратак и у којој је написао: "... да је приликом сукоба двије струје у Црној Гори 1918. године остао вјеран светињи заклетве положене Врховном Команданту Његовом величанству Краљу Николи и ступио у борбу против оних елемената, које је мој Врховни Командант означио као непријатеље Црне Горе...". У истој молби исказује пуну лојалност краљу Александру. Повратак му је био одобрен и настанио се у Никшићу.
Пошто се вратио у Југославију, добио је официрску пензију и живио као пензионер до почетка Другог свјетског рата.

### Други свјетски рат
У првим данима окупације Поповић се држао по страни. Припадао је групи црногорских федералиста која се противила одузимању територија Црној Гори и Боки и територија припојених Великој Албанији. Знајући Италијане, Крстова група одбија италијанску резолуцију о проглашењу суверене Црне Горе. Њихова политичка платформа није искључивала југословенску државу у којој би Црна Гора била федерална јединица. Осим Крста у овој групи су били и Петар Пламенац, Новица Радовић и други. Група је била дистанцирана од групације око Секуле Дрљевића. Секулина група је негирала било какву југословенску државу.
После Тринаестојулског устанка, гувернер Алесандро Пирцио Бироли је за борбу против партизана тражио ослонац у четницима и у црногорским сепаратистима који су били у опозицији Дрљевићу. Поповић се, за разлику од Пламенца и Радовића, у то вријеме није јавно експонирао као сарадник Италијана. Како је имао велики углед у Катунској нахији и противио се Дрљевићевом крилу ЦФС, партизани су више пута од октобра до децембра 1941. покушавали да Поповића приволе на сарадњу, али безуспјешно.
Поповић није прихватио италијански предлог да буде командант цјелокупне жандармерије, већ је тражио од Италијана стварање Црногорске војске, као савезнике у борби против партизана. Пирцио Бироли је прихватио овај предлог и Поповић је потписао споразум, који је на крају ипак одбила италијанска влада не дозвољавајући да у Црној Гори буде било какве војске осим италијанске. У марту 1942. године, Пирцио Бироли успијева да направи коалицију између четника и зеленаша. Под патронатом окупатора Црна Гора је подијељена на три сектора од којих један припада зеленашима, а друга два четницима Баја Станишића и Павла Ђуришића. По повлачењу партизана за Босну, четници су напали зеленаше и то је био крај коалиције. У овом сукобу су Италијани узели зеленаше у заштиту. Од ових догађања па надаље, зеленаши одбијају да нападају партизане. Ловћенску бригаду, чији је командант био Крсто Поповић, захватило је расуло и Нијемци су је расформирали у новембру 1943. године, а Крста разоружали.
Партизани су га више пута позивали да им се прикључи. Иако су му два сина (Радован и Никола) била у партизанима одбио је све позиве и остао доследан својим увјерењима. Његови синови били су партизански борци од 1941. године; Радован је погинуо у бици на Неретви, док је Никола проглашен за народног хероја.

### Погибија
У Катунској нахији, августа 1944. године покушава да створи војску, али безуспјешно. Послије овог краха одмеће се у шуму и скрива се све до 13. марта 1947. године када су га у 66. години убили припадници ОЗНА. Засједа је била организована на Бојањем брду између Грахова и Нудола. У окршају гине Рако Мугоша, док Вељко Милатовић и Шаро Брајовић остају живи. На сахрани Рака Мугоше, његова мајка оплакује једнако обојицу - и кори сина што је кренуо на њега јер „Није Крсто зец из горе / Него јунак Црне Горе“.

## Идентитет
Многи људи који се декларишу као етнички Црногорци доживљавају Крста Поповића као симбол свог идентитета. Такво виђење је супротно чињеницама и засновано је на пропаганди и незнању, будући да је Поповић себе доживљавао као Србина. Крсто Поповић је био Црногорац у духу династије Петровића и било му је непознато "несрпско црногорство" или идеја црногорског народа која је постала раширена у 21. веку. Његово емигрантско писање у Гласу Црногорца да је "Црна Гора она земља ђе се чувала и сачувала искра слободе Србинове" доказује да његово антисрбијанство није исто што и антисрпство. До сукоба двије српске династије, Петровића и Карађорђевића, је дошло због питања превласти, као и у Србији што су раније биле повремене смјене династија Карађорђевић и Обреновић. Због самог сукоба између двије државе неуки добијају утисак о сукобу два различита народа. Тадашњи Црногорци никада не говоре о Србима и Црногорцима, него само о Србијанцима и Црногорцима (тј. о Србима из Србије и Србима из Црне Горе).